# Indaeschna erythromelas
Indaeschna erythromelas – gatunek ważki z rodziny żagnicowatych (Aeshnidae). Zamieszkuje Azję; stwierdzono go w następujących krajach: Indie, Pakistan, Nepal, Chiny, Tajlandia, Laos i Wietnam.